# Nero Wolfe raggira l'accusa
Nero Wolfe raggira l'accusa (titolo originale The Next Witness), pubblicato in Italia anche con il titolo L'altro testimone, è la ventitreesima novella gialla di Rex Stout con Nero Wolfe protagonista.

## Storia editoriale
Il racconto fu pubblicato per la prima volta con il titolo di The Last Witness nel numero di maggio 1955 sulla rivista The American Magazine e in formato libro nella raccolta Three Witnesses nel 1956.

## Trama
Per evitare di testimoniare in un processo giudiziario, Nero Wolfe indaga su un caso di omicidio. Sospettando che un uomo sotto processo per omicidio sia innocente, e sapendo che la sua testimonianza contribuirà a farlo condannare, l'investigatore abbandona l'aula prima di essere chiamato sul banco dei testimoni. Wolfe e Archie Goodwin, inseguiti da un mandato di comparizione e ricercati dall'ispettore Cramer, svolgono indagini fra le colleghe della vittima e portano alla luce diverse contraddizioni non esplorate dalla polizia. Dopo aver trascorso la notte in casa del suo collaboratore Saul Panzer, Wolfe organizza un trucco per costringere l'accusa a permettergli di rivelare le sue conclusioni sul banco dei testimoni, in modo da scagionare l'imputato e rivelare il nome del vero assassino.

### Personaggi principali
- Nero Wolfe: investigatore privato
- Archie Goodwin: assistente di Nero Wolfe e narratore di tutte le storie
- Fritz Brenner: cuoco e maggiordomo
- Saul Panzer: investigatore privato
- Lon Cohen: giornalista
- Leonard Ashe: produttore teatrale e cinematografico
- Robina Keane: moglie di Leonard
- Clyde Bagby: presidente della Bagby Answers Inc.
- Marie Willis, Alice Hart, Bella Velardi, Helen Weltz: centraliniste
- Guy Unger: affarista
- Jimmy Donovan: avvocato difensore
- Corbett: giudice
- Mandelbaum: vice procuratore distrettuale
- Cramer: ispettore della Squadra Omicidi
- Purley Stebbins: sergente della Squadra Omicidi

## Critica
"Stout rese omaggio a Erle Stanley Gardner quando scrisse The Next Witness [...] Un servizio di segreteria telefonica rappresenta uno sfondo interessante per la storia e certamente offre possibilità di attività criminali, anche se non sono sicuro che Stout abbia sfruttato questa ambientazione al suo pieno potenziale. Il fatto che una conversazione importante sia nascosta al lettore fino quasi alla fine della storia compromette il fattore "fair play". D'altro canto, questa è una storia con un buon ritmo e personaggi interessanti. Una scena particolarmente ben scritta descrive la visita furtiva di Wolfe all'appartamento di Saul Panzer. Una lettura divertente e piacevole, ma non un enigma di prim'ordine."
"Se Too Many Detectives è la storia di Stout in stile Ellery Queen, allora The Next Witness (1955) è la sua storia in stile Erle Stanley Gardner e Perry Mason. Anche se l'enigma è facile da indovinare, la narrazione ha fascino, e l'ambientazione in tribunale di parte del racconto è godibile. È molto insolito per una storia che si svolge nelle aule di giustizia non avere un avvocato per protagonista, ma Stout ci riesce bene. [...] È possibile che uno dei personaggi chiamato Bagby sia un tributo allo scrittore di gialli George Bagby."

## Edizioni
- Rex Stout, Nero Wolfe in Quando un uomo uccide, traduzione di Laura Grimaldi, collana I romanzi brevi di Rex Stout (n. 8), Arnoldo Mondadori Editore, 1983,  p. 223.
- Rex Stout, L'altro testimone, in "I tredici maestri del giallo", a cura di Jon L. Breen e Ed Gorman, traduzione di Mauro Boncompagni, Arnoldo Mondadori Editore, 2001,  p. 395.